# Marion de Lorme
Marion de Lorme – dramat Wiktora Hugo napisany w 1829.

## Okoliczności powstania utworu
Koncept dramatu istniał już w 1828 i miał związek z historią francuskiego romantyzmu. Po napisaniu przez Hugo przedmowy do dramatu Cromwell jego przyjaciele-literaci romantyczni oczekiwali stworzenia sztuki teatralnej, która - po dokonaniu teoretycznego wykładu pryncypiów romantyzmu w wymienionej wyżej przedmowie - mogłaby posłużyć jako praktyczna demonstracja nowej filozofii teatru. Hugo napisał wówczas sztukę zatytułowaną Pojedynek za czasów Richelieu, gotową w czerwcu 1829, kiedy też powstał ostateczny tytuł dzieła. Sztuka została jednak zatrzymana przed wystawieniem, gdyż dyrekcja Teatru Francuskiego dopatrzyła się w niej aluzji politycznych do bieżącej sytuacji Francji. Wiktor Hugo nie zdecydował się na walkę w obronie swojego utworu i napisał nowy „manifest” romantyzmu – Hernaniego.
Wybór przedstawianej w utworze epoki nie był przypadkowy - czasy Ludwika XIII, a przede wszystkim osobowość kardynała Richelieu fascynowała współczesnych pisarza, w tym pisarzy Alfreda de Vigny i Aleksandra Dumasa. Hugo dokonał samodzielnych studiów realiów epoki przed napisaniem książki.

## Treść
Marion Delorme, była luksusowa kurtyzana (postać autentyczna), żyje w Blois z dala od świata dworskiego, zakochana w młodym oficerze imieniem Didier, który nie wie nic o jej przeszłości. Tymczasem do miasta powraca markiz de Saverny, niegdyś kochanek Marion, pragnący ją odzyskać. Między dwoma mężczyznami dochodzi do zabronionego prawem pojedynku. Ścigany, Didier ukrywa się razem z Marion w trupie aktorskiej pod imionami Matamora i Szimeny. Zostają jednak odnalezieni; Marion chce uratować życie ukochanego za cenę spędzenia nocy z królewskim sędzią. Dider dowiaduje się jednak o jej przeszłości i w pogardzie dla jej zachowania nie korzysta z uzyskanego w ten sposób prawa łaski. W pierwszej redakcji utworu zostawał stracony nie wybaczywszy Marion. W drugiej, po poprawce uwzględnionej na prośbę przyjaciół, Didier również ginął, ale po rozmowie z kobietą, w czasie której wybaczał Marion jej przeszłość.

## Cechy utworu
Marion Delorme jest dramatem romantycznym, łączącym elementy tragedii (wątek główny) i komedii (postacie błaznów i wędrownych aktorów) na zasadzie kontrastu postulowanej przez Hugo w przedmowie do Cromwella. Czteroaktowy dramat został napisany swobodnie ujmowanym aleksandrynem. Równocześnie dzieło zawiera wyraźne cechy zbliżające je do współczesnego Hugo teatru melodramatycznego - współcześni komentatorzy podkreślali podobieństwa fabularne między dziełem Hugo a wystawionymi wcześniej dramatami Dumasa Antony oraz Henryk III i jego dwór. Mimo wiernego odwzorowania realiów epoki Hugo ogranicza do minimum sceniczną obecność postaci historycznych, poza tytułową bohaterką - obecność Ludwika XIII nie przekłada się na rozwój akcji, zaś kardynał Richelieu jedynie pojawia się w dramatycznej finałowej scenie, nie wypowiadając żadnej kwestii (choć niejednoznacznie sugerowany jest jego wpływ na bieg wydarzeń). Dramat jest zdominowany przez postać Marion, wcielenie romantycznego mitu o szlachetnej, ale lekkomyślnej kobiecie, zaś Didier stanowi jedną z często pojawiających się we wczesnej twórczości Hugo postaci tajemniczych młodzieńców, fanatyków cnoty i honoru, przekonanych o własnym złym losie.

## Adaptacje
Na podstawie dramatu powstała opera Amilcare Ponchiellego o tym samym tytule.